# 萊西基內
48°5′43″N 39°12′36″E / 48.09528°N 39.21000°E
莱西基内（烏克蘭語：Леськине）是位於烏克蘭東部的村莊，由盧甘斯克州羅韋尼基區的安特拉齊特市鎮負責管轄。該村始建於1865年，面積0.42平方公里，海拔高度238米，2001年人口328，人口密度每平方公里790.4人。